# Rikkie Valerie Kollé
Rikkie Valerie Kollé (ur. 2001 w Hoorn jako Rik Kollé) – holenderska modelka, zwyciężczyni konkursu Miss Nederland 2023 jako pierwsza transpłciowa modelka w historii tego konkursu. 

## Życiorys
W wieku 16 lat rozpoczęła terapię hormonalną, zaś na początku 2023 roku przeszła operację korekty płci. W 2018 roku wzięła udział w programie Holland's Next Top Model, gdzie dotarła do finału.
8 lipca 2023 roku zwyciężyła w holenderskim konkursie piękności Miss Nederland zostając pierwszą transpłciową kobietą, która zdobyła ten tytuł. Kollé będzie reprezentowała Holandię w konkursie Miss Universe.